# 黑监狱
黑监狱，係指未經立法机构授权而设立，通常用其它名义掩盖其限制人身自由实际作用之场所。该类场所包括政府相关机构开设，如美军关塔那摩湾拘押中心、美國中央情報局東歐黑監獄；还包括与政府没有直接关系的、由民间设立的机构，如北京安元鼎等相关公司设立的用于“关押”上访者的黑监狱。

## 美国
2005年11月2日，《華盛頓郵報》頭版披露，美國中央情報局在亞洲和東歐部分國家建立黑監獄系統，關押和審訊基地組織嫌犯。
2006年3月9日，德國之聲在评论2005年度《国别人权报告》时認為，由于关塔那摩湾拘押中心虐囚事件、美國中央情報局東歐黑監獄、美國中央情報局以非法手段逮捕和押送恐怖活動嫌犯的種種作為，使美国在人权问题上的公信力正在不断下降。

## 中华人民共和国
2014年3月，中华人民共和国维权律师唐吉田、江天勇、王成和张俊杰因探访黑龍江省農墾總局建三江管理局青龙山农场“黑监狱”被拘并遭遇酷刑，引起国际社会对中国“黑监狱”的强烈关注。据国际主流媒体报道，青龙山农场“黑监狱”迫于国际舆论压力而关闭，但类似“黑监狱”仍遍布中国各地。据不完全统计，在中国173个市的329个区县里，有449个这类以“法制教育中心”命名的“黑监狱”，至少365位公民在这些“黑监狱”里被折磨致死，仅在2013年下半年，就有1044名中国公民被绑架并投入这类黑监狱。据人权观察发表的中文报告，大量中华人民共和国公民被关进“黑监狱”，这些“黑监狱”是暴力、威胁和敲诈等严重侵犯人权行径的滋生之地。

## 外部連結
- 自由亚洲报道内蒙古异议人士哈达遭到内蒙古当局非法拘禁 （页面存档备份，存于）